# Lissonota elegantissima
Lissonota elegantissima är en stekelart som först beskrevs av Hellen 1940.  Lissonota elegantissima ingår i släktet Lissonota och familjen brokparasitsteklar. Inga underarter finns listade i Catalogue of Life.